# انور ایر
اُنور ایر (ترکی استانبولی: Onur Air) یکی از شرکت‌های هوایی خصوصی ترکیه است که پروازهای منظمی به مقصد کشورهای اروپایی و پروازهای بین شهرهای ترکیه را به‌انجام می‌رساند.
دفتر مرکزی انور ایر در فرودگاه بین‌المللی آتاترک در استانبول است.
این شرکت هوایی که در سال ۱۹۹۲ میلادی فعالیت خود را با پرواز به شهرهای مختلف ترکیه آغاز کرده‌است در سال ۲۰۰۳ پروازهای بین‌المللی خود را نیز شروع کرد.
انور ایر به عنوان بزرگترین شرکت خصوصی هوایی در ترکیه به ۸۰ نقطه پروازی در ۲۰ کشور دنیا و ۱۲ نقطه پروازی در داخل ترکیه خدمات ارائه می‌دهد.
این شرکت اولین پروازهای خود را با اجاره هواپیماهای ایرباس آ- ۳۲۰ آغاز کرد و از سال ۲۰۰۳ نیز به عنوان یکی از شرکت‌های ارائه‌دهنده پروازهای ارزان‌قیمت مطرح گردید.
انور ایر سالیانه ۱٫۴ میلیون مسافر را جابجا می‌کند.

## ارتباط انور ایر با فساد های اقتصادی در ایران
این شرکت مدتی به‌طور غیرمستقیم در تملک بابک زنجانی بوده‌است. بعدها در سال 95 نقش بابک زنجانی و باند وی در اداره این شرکت فاش شد.